# Ponte Chiasso
Ponte Chiasso is een plaats (frazione) in de Italiaanse gemeente Como.